# Этногеография
Этногеография, или этническая география — одна из географических наук, которая развивается на стыке с историческими науками, социологией, психологией, политологией, статистикой населения, демографией. 
Этногеография изучает географическое размещение по регионам мира этнических общностей и всех составляющих их культурно-исторического, социально-экономического, политического, биологического своеобразия и сходства — отдельных компонентов этничности и их сочетаний; географическое размещение и территориальную организацию человечества как совокупности представителей различных этнических общностей. Этногеографические исследования направлены на все таксономические уровни этнических сообществ Земли на протяжении всей истории человечества — от древнейших времён до современности. Источниками для этногеографических исследований служат статистические данные, результаты опросов, стационарные и экспедиционные наблюдения, исторические документы, археологические данные и тому подобное.

## Предмет науки
Этногеография изучает следующее:
1. Пределы этнической территории и её географическое расположение, численность этнической общности, плотность заселенности этнической территории, формы расселения, типы поселений, территориальные системы поселений, формы урбанизации и уровень урбанизированности этносов;
2. Распространение отдельных этнических черт (компонентов этничности) — общих для всего сообщества или для определённой её части ценностей, верований, норм, традиций, вкусов, самосознания, исторической памяти, языка, традиционно-бытовых элементов материальной культуры, способов ведения хозяйства, форм социальной и политической организации этнических сообществ;[2]
3. Этно-территориальную структуру населения мира и этническую структуру отдельных его частей — материков, стран, городов и т. п.;
4. Значение географической среды в образовании и развитии этнических общностей, в наличии отдельных этнических черт;
5. Группировки этнических сообществ по географическим признакам;
6. Наличие региональных различий в пределах этнической территории, её районирование на основе неравномерного размещения населения и его локальных этнических различий;
7. Географическую обусловленность и территориальные различия протекания процессов, приводящих к изменению состояния этничности — этнических процессов (в том числе модификации традиционных форм культуры и быта, их стандартизации и унификации), биологического воспроизводства этнической общности, миграционных и других процессов.

В современной этногеографии существуют различные подходы к выделению этнических территорий, в картографировании отдельных элементов материальной и духовной культуры, классификации этнических сообществ и т. п.